# ولیعهد هیومیونگ
ولیعهد هیومیونگ (کره‌ای: 효명세자؛ ۱۸ سپتامبر ۱۸۰۹ – ۲۵ ژوئن ۱۸۳۰) با نام تولد یی یونگ (کره‌ای: 이영) و نام پسامرگ افتخاری پادشاه مون‌جو، عضوی از خاندان پادشاهی چوسان بود.

## در فرهنگ عامه
- بازی شده توسط پارک بوگوم در مجموعه تلویزیونی سال ۲۰۱۶ کی‌بی‌اس۲، عشق در مهتاب
- بازی شده توسط کیم مین جه در فیلم سال ۲۰۱۸، فنگ شویی
- بازی شده توسط گونگ میونگ در مجموعه تلویزیونی سال ۲۰۲۱ اس‌بی‌اس، عاشقان آسمان سرخ